# Nordlapska bokspråket

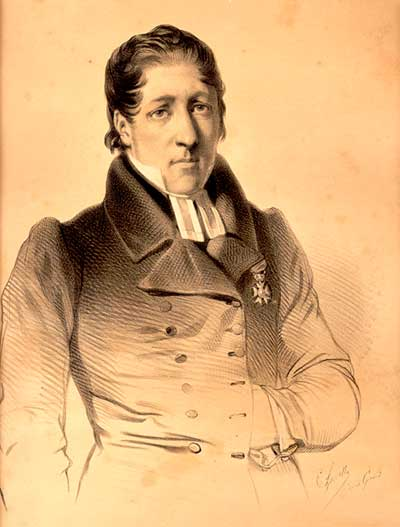
Lars Levi Læstadius skapade det nordlapska bokspråket för att nå ut till sina församlingsbor i Karesuando.

Nordlapska bokspråket var ett samiskt skriftspråk som på 1830-talet utvecklades av prästen Lars Levi Læstadius som var verksam i Karesuando i Torne lappmark. Hans skriftspråk baserades på det sydlapska bokspråket och använde samma stavning, men ordförrådet och formläran var huvudsakligen hämtade från lulesamiskan, den samiska som Læstadius lärt sig under sin uppväxt i Kvikkjokk.

## Bakgrund
Orsaken till att Læstadius utvecklade ett eget skriftspråk var att det sydlapska bokspråket, som annars var standardspråket för bokutgivningen på samiska i Sverige under 1700- och 1800-talen, var svårt att förstå för samerna längst i norr. Förutom hans egna böcker utgavs under senare delen av 1800-talet ytterligare några skrifter på Læstadius skriftspråk.